# Adam Smolarczyk
 (septembre 2020).
Adam Smolarczyk est un joueur polonais de volley-ball né le 12 mai 1994 à Tarnowskie Góry (SI). Il joue réceptionneur-attaquant.

## Palmarès

### Clubs
Supercoupe de Pologne:
- 2019